# Thomas Brodie-Sangster
Thomas Brodie-Sangster (Londres, 16 de maio de 1990), também creditado como Thomas Sangster, é um ator e músico britânico, mais conhecido por seus papéis como dublador de Ferb Fletcher em Phineas e Ferb, Jojen Reed em Game of Thrones, Simon Brown no filme Nanny McPhee, como também por seus papéis como Sam em Simplesmente Amor, Benny Watts em O Gambito da Rainha da Netflix e Newt na série de filmes Maze Runner. Sangster também cresceu em popularidade ao estrelar filmes cult aclamados pela crítica como Death of a Superhero, Bright Star e como Paul McCartney em Nowhere Boy. Ele também fez uma aparição no filme de 2015 Star Wars: O Despertar da Força.

## Nascimento e família
Thomas Sangster nasceu em 16 de maio de 1990 na cidade de Londres na Inglaterra. O "Brodie" era inicialmente o seu nome do meio.
Ele é filho de Anastasia (née Bertram) e Mark Ernest Sangster. Thomas tem uma irmã: a aspirante atriz Ava Sangster.
Seu pai é músico e editor de filmes. A família de seu pai é de Banchory, Escócia. Pela parte de sua mãe, Sangster é primo de segundo grau do ator Hugh Grant: sua bisavó, Barbara (née Randolph) Bertram, e a avó de Grant eram irmãs. Seu bisavô, Anthony Bertram, era romancista, e um ancestral materno era o político e administrador colonial Sir Evan Nepean, sendo por meio deste que tem ascendência galesa.
Sangster oficializou, em 2006, a Brodie Films, companhia "para criar oportunidades na indústria cinematográfica para novos talentos britânicos, escritores, atores e diretores inovadores". A empresa foi dissolvida em maio de 2013.
Sangster toca baixo e violão. Em janeiro de 2010, juntou-se à banda "Winnet", na qual sua mãe é vocalista.
Ele aprendeu a tocar violão com a mão esquerda para retratar o canhoto Paul McCartney no filme "Nowhere Boy".

## Carreira
O primeiro papel de Sangster foi em um filme de televisão da BBC, Station Jim. Posteriormente, apareceu em mais alguns filmes de televisão, incluindo os papéis principais em Bobbie's Girl, The Miracle of the Cards (baseado na história de Craig Shergold) e Stig of the Dump.
Ele ganhou o prêmio "Golden Nymph" no 43º Festival Anual de Televisão de Monte Carlo de Mónaco por seu papel na minissérie "Entrusted", onde atuou ao lado de Klaus Maria Brandauer, Giovanna Mezzogiorno e Claire Keim.
No filme, Simplesmente Amor, em que ele interpretou o enteado de Liam Neeson, foi o primeiro grande filme de Sangster. Ele foi nomeado para um "Golden Satellite Award" e um "Young Artist Award" por seu papel no filme.
Sangster apareceu em uma adaptação televisiva do romance Feather Boy e interpretou uma versão mais nova do papel de James Franco na versão cinematográfica de Tristan & Isolde. Entre outras coisas, Sangster participa de uma luta de espadas (infantil) no filme. Sangster estreou no filme comercialmente bem sucedido Nanny McPhee, como o mais velho de sete filhos.
Em 2007, ele apareceu em uma história de duas partes (Human Nature e The Family of Blood) de Doctor Who como o aluno Timothy "Tim" Latimer. Ele também estrelou ao lado da estrela de Simplesmente Amor e a co-estrela de Nanny McPhee, Colin Firth, na adaptação cinematográfica do romance histórico de Valerio Massimo Manfredi, The Last Legion, lançado em 2007. No mesmo ano, dublou o personagem de Ferb Fletcher na série de animação da Disney Channel, Phineas e Ferb, ao lado da atriz co-estrela de Simplesmente Amor, Olivia Olson. A partir de dezembro de 2007, ele também estava trabalhando na filmagem de uma série de televisão da história de Pinóquio, filmada na Itália.
Em março de 2008, foi anunciado que Sangster estrelaria o filme de captura de movimento CGI de Steven Spielberg, As Aventuras de Tintim, como personagem principal das histórias em quadrinhos da Hergé. Sangster deixou o projeto depois de ter dificuldades de reorganizar a sua agenda após a adiação das filmagens em outubro de 2008 e o papel foi dado a Jamie Bell.
No final de março de 2008, ele começou a trabalhar com a diretora Jane Campion no filme Bright Star, uma história de amor com Ben Whishaw e Abbie Cornish retratando John Keats e sua amante, Fanny Brawne. Em março de 2009, Sangster juntou-se a Aaron Johnson, Kristin Scott Thomas e Anne-Marie Duff em Nowhere Boy, um filme dirigido pelo premiado artista Sam Taylor-Wood, sobre a adolescência de John Lennon e as duas mulheres que moldaram sua vida durante a infância: sua mãe Julia (Duff) e sua tia Mimi (Scott Thomas). Esta seria a segunda vez que atuaria com Johnson, sendo o primeiro em 2004 em Plumas.
Sangster apareceu no filme Some Dogs Bite, sobre um menino que quer manter a sua família unida. Casey (Sangster) tira o seu irmãozinho descuidado e, com a ajuda de seu irmão mais velho, vai em busca de seu pai. Sangster apareceu com Andy Serkis em um filme irlandês, Death of a Superhero, baseado na novela de mesmo nome de Anthony McCarten.
Além disso, Sangster interpreta Liam no filme de 2011, The Last Furlong. Em abril do mesmo ano, ele fez uma aparição como Adam Douglas em um episódio da série britânica Lewis. Em 2012, estrelou The Baytown Outlaws, e no curta-metragem de Ella Jones, The Ugly Duckling, a terceira parcela da trilogia Tales de contos de fadas reformados de More Films. Ele também desempenhou o papel de Jojen Reed na série da HBO Game of Thrones. Em 2015, dublou John Tracy no remake da série de fantoches de Gerry Anderson Thunderbirds da ITV.
Ao lado de Dylan O'Brien, Ki Hong Lee e Kaya Scodelario, Sangster foi escalado para interpretar Newt na série de filmes The Maze Runner da 20th Century Fox, que estreio em setembro de 2014. O filme é baseado no livro de mesmo nome escrito pelo americano James Dashner. Apareceu posteriormente nos dois últimos filmes: , Maze Runner: The Scorch Trials (2015), and Maze Runner: The Death Cure (2018).
On 24 May 2017, a 15-minute sequel to Love Actually was released with Brodie-Sangster as part of the cast. It was shown on the BBC as part of Comic Relief's Red Nose Day and titled Red Nose Day Actually and brought back a large number of characters from the first film.
Em 2017, Brodie-Sangster começou a retratar Whitey Winn na minissérie de drama de faroeste  Godless da Netflix, criada por  Scott Frank.
Em 2020, ele co-estrelou a minissérie subsequente de Scott Frank, intitulada de The Queen's Gambit (também da Netflix), como o jogador de xadrez Benny Watts, atuando ao lado da atriz principal Anya Taylor-Joy. Ambas as séries foram aclamadas pela crítica, e a a produção de  The Queen's Gambit acabou se tornando a minissérie mais assistida da Netflix.

## Filmografia

### Filmes
| Ano  | Título                                    | Personagem             | Notas                                               |
| ---- | ----------------------------------------- | ---------------------- | --------------------------------------------------- |
| 2003 | Entrusted                                 | Thomas Von Gall        | Filme para televisão; dirigido por Giacomo Battiato |
| 2003 | Love Actually                             | Sam                    |                                                     |
| 2005 | Nanny McPhee                              | Simon Brown            |                                                     |
| 2006 | Molly: An American Girl on the Home Front | Menino em Spelling Bee |                                                     |
| 2006 | Tristan & Isolde                          | Jovem Tristão          |                                                     |
| 2007 | A Última Legião                           | Romulus Augustus       |                                                     |
| 2009 | Brilho de Uma Paixão                      | Samuel Brawne          |                                                     |
| 2009 | O Garoto de Liverpool                     | Paul McCartney         |                                                     |
| 2009 | The Alchemistic Suitcase                  | Menino                 | Curta-metragem                                      |
| 2011 | My Left Hand Man                          | Samuel Emerson         | Curta-metragem                                      |
| 2011 | Hideaways                                 | Liam                   |                                                     |
| 2011 | A Morte do Super-Herói                    | Donald Clarke          |                                                     |
| 2011 | Albatross                                 | Mark                   |                                                     |
| 2012 | The Baytown Outlaws                       | Rob                    |                                                     |
| 2012 | The Ugly Duckling                         | O Patinho Feio         | Curta-metragem                                      |
| 2013 | Orbit Ever After                          | Nigel                  | Curta-metragem                                      |
| 2014 | Maze Runner: Correr ou Morrer             | Newt                   |                                                     |
| 2014 | Phantom Halo                              | Samuel Emerson         |                                                     |
| 2015 | Maze Runner: A Prova de Fogo              | Newt                   |                                                     |
| 2015 | Star Wars: O Despertar da Força           | Oficial Thanisson      |                                                     |
| 2018 | Maze Runner: A Cura Mortal                | Newt                   |                                                     |

### Televisão
| Ano           | Título                                                 | Papel                     | Observações                                          |
| ------------- | ------------------------------------------------------ | ------------------------- | ---------------------------------------------------- |
| 2001          | Station Jim                                            | Henry                     | Filme de televisão                                   |
| 2001          | The Miracle of the Cards                               | Craig Shergold            | Filme de televisão                                   |
| 2002          | Stig of the Dump                                       | Barney                    | Minissérie de televisão                              |
| 2002          | Bobbie's Girl                                          | Alan                      | Filme de televisão                                   |
| 2002          | London's Burning                                       | Stephen                   | Episódio #14.6                                       |
| 2003          | Hitler: The Rise of Evil                               | Jovem Hitler              | Filme de televisão                                   |
| 2003          | Entrusted                                              | Thomas von Gall           | Filme de televisão                                   |
| 2003          | Ultimate Force                                         | Gabriel                   | Episódio: "What in the Name of God"                  |
| 2004          | Feather Boy                                            | Robert Nobel              | Minissérie de televisão                              |
| 2005          | Julian Fellowes Investigates: A Most Mysterious Murder | John Duff                 | Episódio: "The Case of the Croydon Poisonings"       |
| 2007-2015     | Phineas and Ferb                                       | Ferb Fletcher             | Voz principal do personagem principal; 222 episódios |
| 2007          | Doctor Who                                             | Timothy "Tim" Latimer     | Episódio: "Human Nature" and "The Family of Blood"   |
| 2008          | Pinocchio                                              | Lampwick                  | Filme de televisão                                   |
| 2010          | Some Dogs Bite                                         | Casey                     | Filme de televisão                                   |
| 2011          | Lewis                                                  | Adam Douglas              | Episódio: "The Mind Has Mountains"                   |
| 2011          | Phineas e Ferb O Filme: Através da 2ª Dimensão         | Ferb Fletcher             | Filme de televisão, voz principal                    |
| 2012          | Accused                                                | Jake Murray               | Episódio: "Tina's Story" and "Mo and Sue's Story"    |
| 2013-2014     | Game of Thrones                                        | Jojen Reed                | Elenco recorrente; 10 episodes                       |
| 2014          | American Dad!                                          |                           | Dublagem; episódio: "I Ain't No Holodeck Boy"        |
| 2015          | Wolf Hall                                              | Rafe Sadler               | Minissérie de TV                                     |
| 2015-presente | Thunderbirds Are Go                                    | John Tracy / Pirate Dobbs | Dublagem; papel principal; 35 episódios              |
| 2017          | Red Nose Day Actually                                  | Sam                       | Curta-metragem de TV                                 |
| 2017          | Godless                                                | Whitey Winn               | Minissérie da Netflix; 7 episódios                   |
| 2020          | The Queen's Gambit                                     | Benny Watts               | Minissérie da Netflix; 4 episódios                   |

### Vídeo-clipes musicais
| Ano  | Título            | Artista        | Papel    |
| ---- | ----------------- | -------------- | -------- |
| 2014 | "30 Minute Break" | The Luka State | Namorado |
| 2014 | "Rain"            | The Luka State | Namorado |
| 2016 | "Tired of Lying"  | Kioko          |          |

## Prêmios e nomeações
| Ano  | Filme                      | Categoria                                                                                             | Resultado |
| ---- | -------------------------- | --- | --------- |
| 2003 | Entrusted                  | Golden Nymph at Monte Carlo Television Festival: Best Actor in a mini-series                          | Won       |
| 2004 | Simplesmente Amor          | Phoenix Film Critics Society Awards: Best Performance by Youth in a Leading or Supporting Role – Male | Nominated |
| 2004 | Simplesmente Amor          | Phoenix Film Critics Society Awards: Best Ensemble Acting for Love Actually                           | Nominated |
| 2004 | Simplesmente Amor          | Satellite Awards: Best Performance by an Actor in a Supporting Role, Comedy or Musical                | Nominated |
| 2004 | Simplesmente Amor          | Young Artist Award: Best Performance in a Feature Film – Supporting Young Actor                       | Nominated |
| 2007 | Nanny McPhee               | Young Artist Award: Best Performance in a Feature Film – Young Ensemble Cast                          | Nominated |
| 2007 | Nanny McPhee               | Young Artist Award: Best Performance in a Feature Film – Leading Young Actor                          | Nominated |
| 2008 | A Última Legião            | Young Artist Award: Best Performance in an International Feature Film – Leading Young Performer       | Nominated |
| 2015 | Maze Runner                | Teen Choice Awards Choice Movie: Breakout Star                                                        | Nominated |
| 2015 | Maze Runner                | Teen Choice Awards Choice Movie: Chemistry (Shared with Dylan O'Brien)                                | Nominated |
| 2016 | Maze Runner: Prova de Fogo | Teen Choice Awards Choice Movie: Chemistry (Shared with Dylan O'Brien)                                | Won       |